# Европейский комитет по интероперабельности
Европейский комитет по интероперабельности (англ. European Committee for Interoperable Systems, ECIS) — международная некоммерческая организация, основанная в 1989 с целью обеспечения интероперабельности и обеспечения конкурентности рынка информационных и коммуникационных технологий (ИКТ) в целях увеличения разнообразия потребительского выбора. Комитет представляет интересы своих членов во многих национальных, европейских и международных органах, занимающимися вопросами интероперабельности, в том числе учреждениями Европейского союза и Всемирной организации интеллектуальной собственности. В состав комитета входят многие крупные игроки рынка ИКТ, такие как Adobe Systems, Corel Corporation, IBM, Linspire, Nokia, Opera Software, Oracle Corporation, RealNetworks, Red Hat и Sun Microsystems.

## Участие в процессах против Microsoft
В последние годы ECIS принимал активное участие в антимонопольном процессе Европейской комиссии против компании Microsoft, который рассматривался Европейским судом первой инстанции в сентябре 2007.
Обозреватель eWeek прокомментировал этот процесс так:

«ECIS (Европейский комитет по интероперабельности) снова заявил, что Windows Vista будет душить инновации и конкуренцию. Группа, основанная в 1989 году, представляет собой список „Кто есть кто“ в списке конкурентов Microsoft, в том числе Adobe, Corel, IBM, Linspire, Nokia, Opera, Oracle, RealNetworks, Red Hat и Солнца. Многие из этих компаний являются одновременно партнерами Microsoft.»
— http://www.microsoft-watch.com/content/corporate/microsoft_competitors_wow_moment.html
Другие жалобы ECIS на Microsoft касались следующих вопросов:
- Комплектация XAML в Vista является попыткой заменить HTML на конкретную технологию Microsoft[1][5][6]
- Office Open XML является форматом документов, зависящим от Microsoft.[2]

## Документы по антимонопольному разбирательству Европейской комиссии против Microsoft
- http://www.ecis.eu/documents/ECIS_Press_Statement_22_October.pdf Архивная копия от 14 февраля 2012 на Wayback Machine
- http://www.ecis.eu/documents/ECISPressStatement117September.pdf Архивная копия от 14 февраля 2012 на Wayback Machine
- http://www.ecis.eu/news/04_mar26.html Архивная копия от 14 февраля 2012 на Wayback Machine